# Tonsur
Tonsur (af latin tondere = at klippe) er en rituel frisure til gejstlige mænd indenfor enkelte kristne kirker. Det er uklart, hvornår man begyndte med tonsur, men det har været en del af ritualet for ordination i hvert fald fra 600-tallet, og er endnu ældre som et individuelt valg. Det skyldes, at langt hår var et symbol på den frie mand, mens et barberet hoved var et tegn på at man var slave; og en gejstlig havde jo undergivet sig kirken og dens regelsæt. I det gamle Sparta måtte en voksen kriger stadig bære håret kort, som et symbol på, at han var undergivet staten. Også en spartansk brud fik sit hår klippet kort, skønt det ellers i Grækenland kun var slavinder, man kunne se med barberet hoved, hvis ejeren klippede deres fletning af til brug i parykker. 

## Forskellige typer tonsur

### Orientalsk tonsur
Denne frisure går tilbage til apostelen Paulus, og var en barbering af hele hovedet, praktiseret i de østlige kirker.

### Keltisk tonsur
Denne består af at forreste del af hovedet er barberet, mens håret bagtil vokser frit og hænger ned. Skikken påstås at gå tilbage til evangelisten Johannes, men Beda mente, den stammede fra troldmanden Simon fra Samaria, ham der tilbød apostlerne penge i bytte for kraften fra den hellige ånd. Baggrunden for denne påstand er muligvis, at druiderne kan have båret denne frisure. For Beda var det uforståeligt at keltiske kristne som Adomnán fortsatte at gå med keltisk tonsur.  Synoden i Whitby i 664 tog to problemer op: Fastsættelsen af påskefejringen, og hvilken type tonsur, munke i Lindisfarne bispedømme skulle gå med. 

### Romersk tonsur
Romersk tonsur består af at man barberer issen og efterlader en ring af hår. Skikken hævdes at gå tilbage til apostelen Peter. Det fortælles, at da Theodor af Tarsus skulle vies til ærkebiskop af Canterbury i 668, måtte han lade sit hår vokse en tid, så hans orientalske tonsur kunne omgøres til en romersk. Selv om tonsur kun havde været i brug i et par hundrede år i Bedas tid, mente han at skikken stammede fra Peter som en efterligning af Kristi tornekrone. Ifølge Beda giver tonsuren "konstant beskyttelse mod onde ånder, og er en fast påmindelse om at munken må korsfæste sit kød med alle dets fejl og onde lyster". 
Dette er den mest kendte form for tonsur, ikke kun fordi den anvendes af den største af kirkerne, den katolske, men også fordi den holdt sig helt til 1972 som en obligatorisk del af ordinationen. Men kun i enkelte ordener var det påkrævet, at man beholdt den efter ordinationen.

### Tonsur i vore dage
I den ortodokse kirke og i de orientalske katolske kirker praktiserer man tre typer tonsur: Dåbstonsur, monastisk tonsur og klerikal tonsur. Den består i at man klipper fire lokker af håret i korsform. Derpå vokser håret ud igen.
I den romersk-katolske kirke bruges tonsur nu kun af ordener som karteusere og trappister, samt af traditionalistiske grupper som FSSP & SSPX Det at få tonsur symboliserede, at man trådte ind i gejstligheden, og blev efterhånden det vigtigste ved ordinationsceremonien frem til 1972. Sidenhen har den kun været en traditionel handling, og man behøver kun at klippe nogle få hår af.